# 大原重朝
大原 重朝（おおはら しげとも）は、幕末の公家、明治期の官僚・政治家。貴族院伯爵議員。幼名は常丸。

## 経歴
山城国京都で、大原重徳の三男として生まれ、兄・大原重実の養子となる。万延元年（1860年）孝明天皇の児に就任し、文久2年3月（1862年）元服して重朝と改名し備後権介に任じられた。慶応2年2月（1866年）左馬頭に就任。同年8月、朝廷刷新の二二卿建議（廷臣二十二卿列参事件）に加わり差控を命ぜられた。慶応3年2月（1867年）赦免となる。
慶応4年閏4月19日（1868年6月9日）参与・弁事に就任。以後、権弁官事、弁官事、神楽御人数などを歴任。1874年3月、宮内省九等出仕となる。1877年9月、養父が死去し、同年10月30日、家督を継承。1879年2月、外務省御用掛に就任した。
1884年7月8日、子爵を叙爵。1888年1月17日、父・重徳の勲功により伯爵に陞爵。1890年7月10日、貴族院伯爵議員に選出され、死去するまで在任した。

## 栄典
- 1906年（明治39年）4月1日 - 勲四等旭日小綬章[8]
- 1914年（大正3年）6月18日 - 勲三等瑞宝章[9]

## 系譜
- 父：大原重徳
- 母：不詳
- 養父：大原重実
- 先妻：寿賀子（土岐頼之三女、のち離縁）[2]
- 後妻：今子（裏松勲光長女）[2]
- 三男：大原重明（貴族院議員）[2]
- 四男：秋田重季（秋田映季養子）[2]
- 五男：柳原博光（柳原義光養子）[2]